# 패트리어트 (1928년 영화)
《패트리어트》(The Patriot)는 미국에서 제작된 에른스트 루비치 감독의 1928년 영화이며 파라마운트 픽처스에 의해 개봉되었다. 파벨 1세의 생애를 다루며 에밀 재닝스, 플로렌스 바이더, 루이스 스톤이 주연으로 출연하였다. 주로 무성 영화이지만 이 영화는 일부 토킹(talking) 시퀀스와 더불어 사운드트랙과 동기화가 되어있다.
아카데미 각색상을 수상하였고 아카데미 남우주연상, 아카데미 미술상, 아카데미 감독상, 아카데미 작품상에 지명되었다.

## 출연

### 주연
- 에밀 재닝스
- 플로렌스 바이더

### 조연
- 루이스 스톤
- 닐 해밀턴
- 해리 코딩
- 베라 베로니나

## 기타
- 미술: 한스 드레이어

## 리메이크
이 영화는 동명의 제목으로 프랑스에서 1938년 리메이크되었다.

## 같이 보기
- 유실 영화 목록